# Jasper Johns
Jasper Johns, Jr (Augusta, Geórgia, 15 de maio de 1930) é um pintor norte-americano do movimento Pop Art.
Jasper Johns talvez tenha sido um dos mais importantes entre os pioneiros da pop art nos Estados Unidos. Começou a pintar objetos tão vulgares como por exemplo as bandeiras, mapas, algarismos. Exemplo de uma das suas principais obras é a "Três Bandeiras"

## Biografia
Jasper Jonhs nasceu em Augusta, no estado norte-americano da Geórgia, e cresceu em Allendale, na Carolina do Sul, com os seus tios e avós, após a separação dos seus pais. Sobre esta fase da sua vida disse No sítio onde eu era uma criança, não havia artistas nem arte; assim não sabia o que isso queria dizer. Creio que pensava que isso significava que estaria numa situação diferente daquela em que me encontrava.
Jaspers Johns estudou na Universidade da Carolina do Sul entre 1947 e 1948, e em 1949 muda-se para Nova Iorque, ingressando numa escola de arte comercial, a Parsons School of Design. Em 1952 vai para o exército, e é colocado em Sendai, no Japão, durante a Guerra da Coreia, onde fica até 1953. De volta a Nova Iorque, Jasper Johns conhece Robert Rauschenberg, Merce Cunningham, coreógrafo, Marcel Duchamp e John Cage, músico da vanguarda americana. Junto aprofundam a cena da arte contemporânea, ao mesmo tempo que começam a seguir os seus próprios caminhos na arte.
Em 1955, pinta o mais famoso, e conhecido dos seus quadros, A Bandeira norte-americana. Os seus quadros são descritos como dada neo-dadaístas, em oposição a Pop Art, embora aqueles incluam, habitualmente, imagens e objectos da cultura popular. Ainda assim, o trabalho de Jaspers Johns é catalogado como pertencendo à Pop Art, devido ao uso artístico da iconografia clássica. Mais tarde, durante a suas exposições em Paris suas bandeiras são vistas, por alguns críticos, como divulgação nacionalista.
Os seus primeiros trabalhos tinham por base temas simples, como bandeiras, mapas, alvos, números e letras. O tratamento peculiar dado às suas telas, tem origem numa técnica denominada encaústica, que consiste em diluir a tinta em cera quente. Mais tarde, em 1958, Johns acrescenta relevo aos seus quadros, colocando neles objectos reais, como escovas, latas, pincéis ou letras. O seu trabalho caracteriza-se, assim por ser paradoxal, contraditório e problemático, semelhante ao de Marcel Duchamp (associado ao movimento Dada). Para além de quadros, Johns também trabalhou em entalhes, esculturas e litografias.
Contrariamente a muitos outros artistas, Johns viu a sua obra reconhecida ainda novo. Em 1957, expõe colectivamente no Jewish Museum, onde conhece Leo Castelli; no ano seguinte, este organiza a sua primeira exposição individual, na galeria da qual era dono. Ainda em 1958, Johns expõe no pavilhão americano da Bienal de Veneza.

### Anos 70
Até ao final dos anos 60, e década de 70, a obra de Jasper Johns mantém os seus habituais motivos de bandeiras, alvos e números. No entanto, em 1967, Johns introduz nos seus quadros o padrão flagstones, como é exemplo disso Luz de Harlem, que lembra uma parede pintada de forma irregular. Mais tarde, já nos anos 70, Johns desenvolve esta ideia criando os crosswatchings (traços coloridos, paralelos e sobrepostos), de que são exemplo os seus quadros Mulheres Chorosas (1975), A Árvore do Cabeleireiro (1975) ou Usuyuki (1978). Este novo padrão é, de alguma forma, uma memória do expressionismo abstracto de gerações anteriores.
Os anos 80, são um misto de regresso às origens, com o seu lado abstracto da década anterior. Os seus quadros apresentam, de novo, as bandeiras, acompanhadas de colagens e de crosswatchings, como se vê em Ventríloquo (1983), ou no conjunto As Quatro Estações (1986), apresentada, e premiada, na Bienal de Veneza em 1988.

### Atualmente
No ano de 1998, o Metropolitan Museum of Art, em Nova Iorque, pagou cerca de 20 milhões de dólares pelo seu trabalho de 1955, A Bandeira Branca.
Em 2006, um grupo de colecionadores privados adquiriu o quadro Falsa Partida, de 1959, por 80 milhões de dólares.
Ele também fez uma participação especial no seriado o Simpsons como ele mesmo.
John Jaspers reside, atualmente em Sharon, Connecticut, nos Estados Unidos.